# Röntgenphotoelektronenspektroskopie

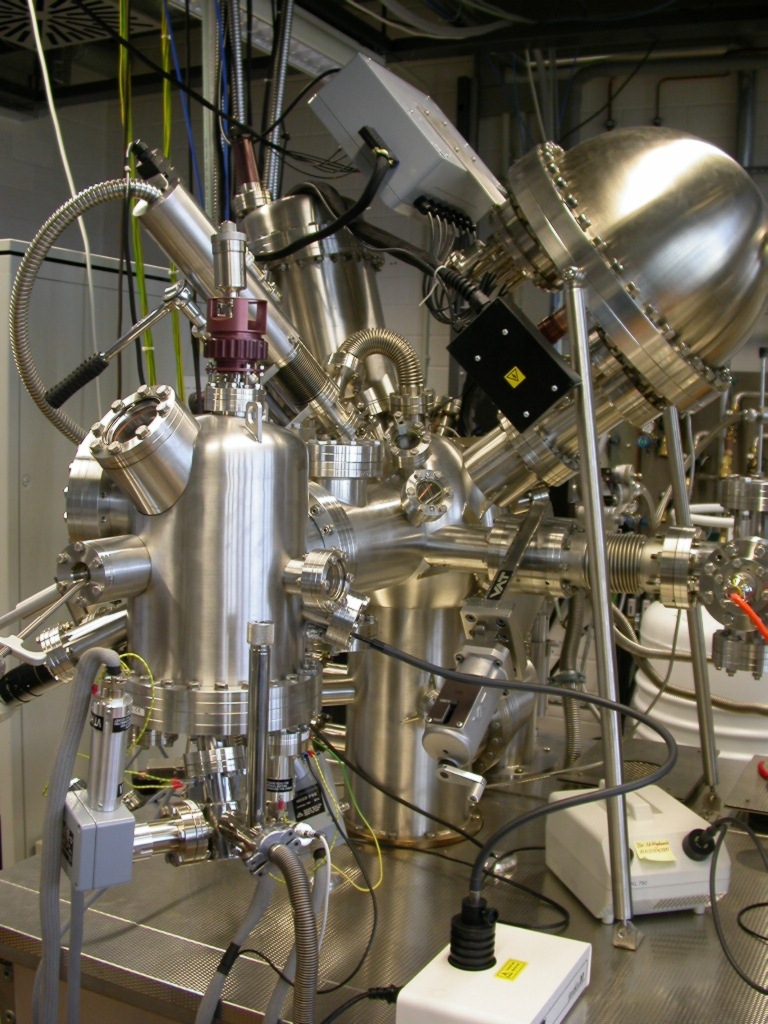
Typisches XPES-System mit Halbkugelanalysator, Röntgenröhren und diversen Präparationsmethoden

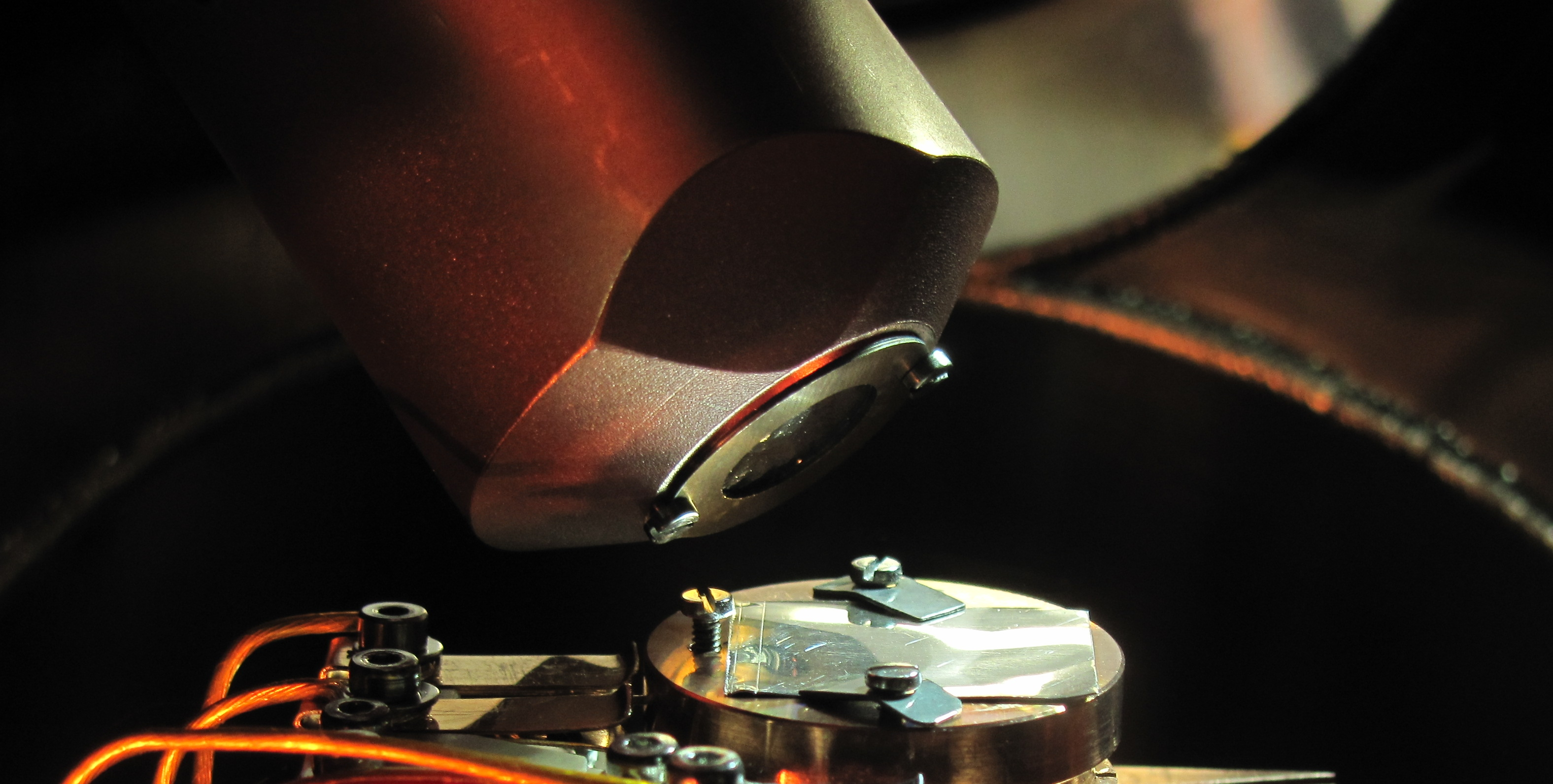
Das Innere eines XP-Spektrometers

Röntgenphotoelektronenspektroskopie (englisch: X-ray photoelectron spectroscopy, XPS, oft auch electron spectroscopy for chemical analysis, ESCA) ist eine etablierte Methode aus der Gruppe der Photoelektronenspektroskopien (PES), um die chemische Zusammensetzung vor allem von Festkörpern bzw. deren Oberfläche zerstörungsfrei zu bestimmen. Man erhält dabei zunächst eine Antwort auf die Frage der qualitativen Elementanalyse, also aus welchen chemischen Elementen der Festkörper besteht. Lediglich Wasserstoff und Helium können aufgrund geringer Wirkungsquerschnitte nicht direkt nachgewiesen werden. Die Informationstiefe entspricht der Ausdringtiefe der ungestreuten bzw. elastisch gestreuten Elektronen und beträgt in der Regel bis zu drei Nanometer. Mit winkelaufgelöster Photoelektronenspektroskopie wird die elektronische Struktur eines Festkörpers untersucht.

## Messprinzip
Die Photoelektronenspektroskopien (PES) beruhen auf dem äußeren Photoeffekt, bei dem Photoelektronen durch elektromagnetische Strahlung (in diesem Fall Röntgenstrahlung) aus einem Festkörper gelöst werden. Hierbei erfolgt die Abspaltung der Elektronen aus den inneren Atomorbitalen (Rumpfelektronen). In einem vereinfachten Modell verläuft der Prozess der Photoemission in drei Schritten. Zunächst erfolgt die Anregung des Elektrons durch das einfallende Photon, danach der Transport des angeregten Elektrons zur Oberfläche und als dritter Schritt der Austritt des Photoelektrons. Die Bindungsenergie EB, die aus der kinetischen Energie der Photoelektronen bestimmt werden kann, ist charakteristisch für das Atom (genauer sogar für das Orbital), aus dem das Elektron stammt. Der zur Messung verwendete Analysator (meist ein Halbkugelanalysator) wird über elektrostatische Linsen und Gegenspannungen so eingestellt, dass ihn nur Elektronen einer bestimmten Energie passieren können. Für die XPS-Messung werden die Elektronen, die am Ende des Analysators noch ankommen, über einen Sekundärelektronenvervielfacher detektiert, so dass ein Spektrum entsteht, welches meistens in einem Graph durch die Auftragung der Intensität (Zählrate) über der kinetischen Energie der Photoelektronen dargestellt wird.

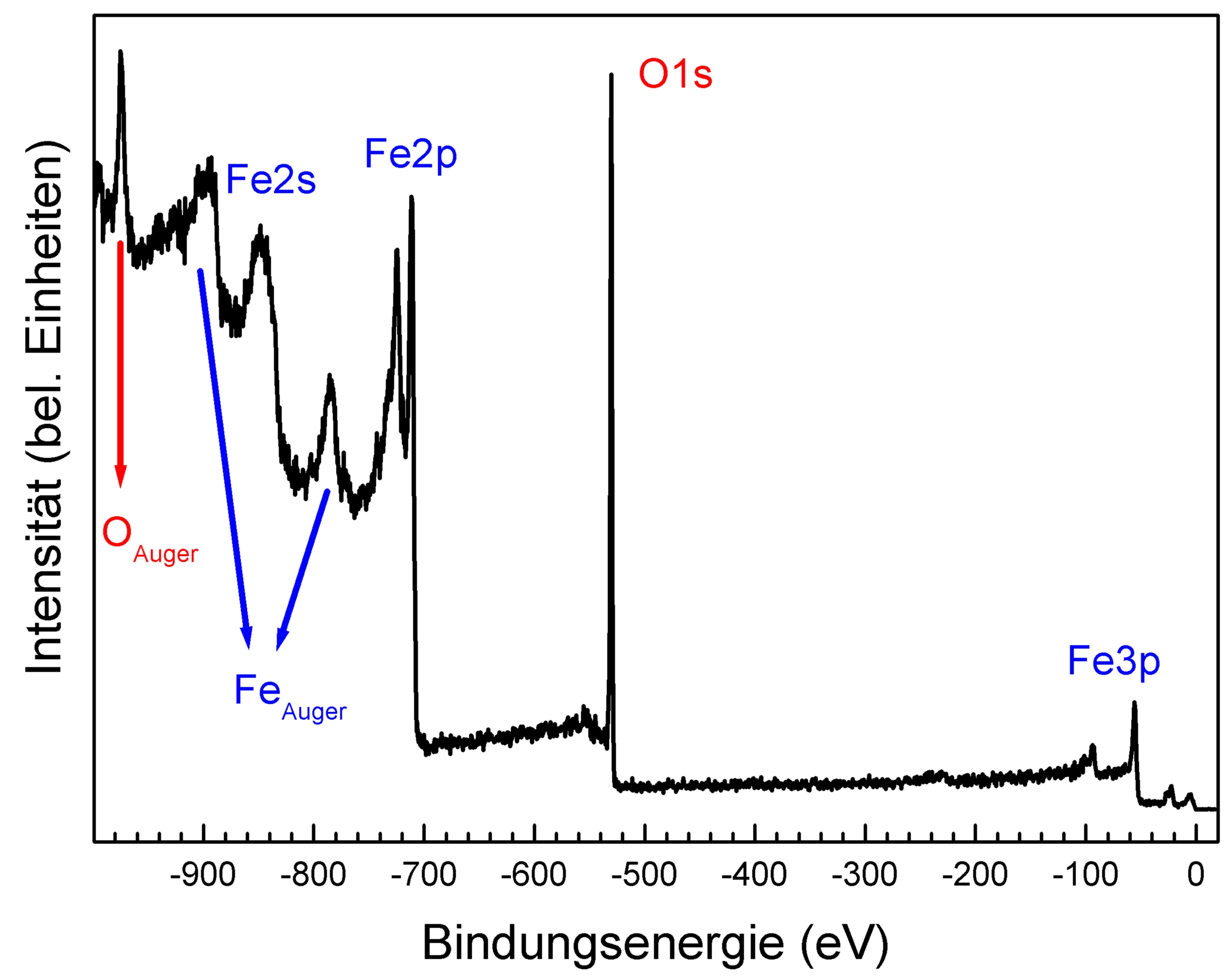
XP-Spektrum von Magnetit (Fe_{3}O_{4})

Im nebenstehenden Bild ist ein typisches Spektrum gezeigt, bei dem die kinetische Energie der Elektronen über die lichtelektrische Gleichung bereits in die Bindungsenergie umgerechnet wurde. Die Nomenklatur der Beschriftung bedeutet hier: Fe2p für Elektronen, die aus einem Eisenatom (Fe), genauer aus dem p-Orbital der L-Schale stammen. Analog entspricht die gekürzte Schreibweise O1s den Elektronen aus dem s-Orbital der K-Schale des Sauerstoffs.
Das Spektrum lässt anhand der beiden Fe2p-Emissionslinien die deutliche Spin-Bahn-Aufspaltung zwischen dem 2p1/2- und dem 2p3/2-Niveau im Eisenatom erkennen.
Die zusätzlichen Indizes 1/2 bzw. 3/2 geben dabei den Gesamtdrehimpuls des Elektrons in diesen Orbitalen an. Eine vergleichbare Aufspaltung findet sich bei Emissionen aus allen Orbitalen (ausgenommen die s-Orbitale) aller Elemente.

## Quantitative Auswertung der Messung
Die Intensität, also die Zählrate dieser Messungen, ist proportional zur Häufigkeit des Auftretens der verschiedenen Elemente in der Probe. Um die chemische Zusammensetzung eines Festkörpers zu bestimmen, muss man die Fläche unterhalb der beobachteten Linien, die charakteristisch für die Elemente sind, auswerten. Dabei sind allerdings einige messspezifische Besonderheiten zu beachten. So kann zum Beispiel ein Photoelektron, bevor es den Festkörper verlässt, weitere Elektronen anregen und dabei einen Teil seiner kinetischen Energie an diese abgeben. Diese sog. Sekundärelektronen besitzen praktisch keine diskrete Energieverteilung und tragen daher gleichmäßig zum Anwachsen des Untergrunds in einem XP-Spektrum bei. In der nebenstehenden Abbildung eines XP-Spektrums von Magnetit kann man dieses Verhalten am stufenartigen Anwachsen (in Richtung größerer negativer Bindungsenergie) der Zählrate nach jeder Linie erkennen. Dieser Untergrund muss vor der Auswertung der Flächen über geeignete Methoden abgezogen werden, etwa durch Subtraktion eines linearen Untergrunds. Genauer ist der Untergrund-Abzug nach einer Methode, die auf D. A. Shirley zurückgeht und Shirley-Untergrund-Korrektur genannt wird. Die genaueste (und aufwändigste) Methode besteht darin, den Verlauf des inelastischen Energieverlustquerschnittes K(E'-E) mittels der Elektronen-Energieverlustspektroskopie exakt zu bestimmen und damit den Untergrund zu modellieren; Der Tougaard-Untergrund basiert darauf, dass man diese Kurve gut mittels dreier Parameter approximieren kann (streng genommen das Produkt aus K(E'-E) und der mittleren freien Weglänge).
Außerdem ist bei XPS-Messungen zu beachten, dass die Wahrscheinlichkeit für das Auslösen eines Photoelektrons energieabhängig, elementspezifisch und orbitalabhängig ist. Um dieser Tatsache Rechnung zu tragen, müssen die Werte für die Flächen, die unter den jeweiligen Linien ermittelt werden, um sog. Sensitivitätsfaktoren oder Wirkungsquerschnitte korrigiert werden, die in unterschiedlichen Tabellenwerken zu finden sind.
Weiterhin hängt die Wahrscheinlichkeit, dass von der Röntgenstrahlung erzeugte Photoelektronen den Festkörper tatsächlich verlassen und detektiert werden können, davon ab, wie häufig sie im Festkörper gestreut oder reabsorbiert werden. Diese Verlustrate hängt von der kinetischen Energie der Photoelektronen und der Zusammensetzung des Festkörpers ab. Man kann diesem Effekt durch die Berücksichtigung der mittleren freien Weglänge der Elektronen im Festkörper Rechnung tragen. Die entsprechenden Daten sind zumindest für die meisten Elemente und einfache Verbindungen tabellarisiert.
Unter Beachtung aller genannten Effekte ergibt die Auswertung des nebenstehend gezeigten Spektrums ein Eisen-zu-Sauerstoff-Verhältnis von 3:4, die Summenformel des untersuchten Materials ist also Fe3O4, es handelt sich um Magnetit.
Die Nachweisgrenzen der verschiedenen chemischen Elemente schwanken (bei gleichen Messzeiten) wegen der stark variierenden Wirkungsquerschnitte erheblich. Einen weniger starken Einfluss haben die unterschiedlichen Elektronenstreuverluste. Schlechte Nachweisgrenzen (bei der verbreiteten Verwendung der Al-Kα-Strahlung) haben die leichten Elemente Lithium, Beryllium und Bor (1s-Linien), sehr gute Nachweisgrenzen haben zum Beispiel die Elemente Kupfer, Zinn und Gallium (2p-Linien), Tellur und benachbarte Elemente (3d-Linien) sowie die schweren Elemente Gold bis Uran (4f-Linien). Begrenzt wird die Nachweisgrenze durch das Rauschen des Untergrunds unter dem Signal. Bei praxisüblichen Messzeiten und Parametern liegen die Nachweisgrenzen in der Regel im Bereich 0,1 - 1 at% (1.000 -10.000 ppm). In Detail-Analysen können mit optimierten Parametern auch bessere Werte erreicht werden.

## Erweiterte Analyse
Eine weitere wesentliche Information über die chemischen Bindungsverhältnisse in der Probe beruht auf der Entdeckung von Kai Siegbahn, dass die Spektren der Rumpfelektronen von der chemischen Umgebung des untersuchten Systems abhängen. In den XP-Spektren desselben Elementes zeigen sich je nachdem, in welcher chemischen Form es vorliegt, Unterschiede in der Bindungsenergie eines Rumpfelektrons von bis zu einigen Elektronenvolt, dies wird als chemische Verschiebung (engl. chemical shift) bezeichnet. Beispielsweise kann auch über die Ermittlung von Ladungsverteilungen in einer chemischen Verbindung bestimmt werden, welchen Oxidationszustand ein Atom oder eine Atomgruppe besitzt. Zusätzlich kann in vielen Fällen auch die Form der Spektren Aufschluss über den Valenzzustand eines Elementes geben.
Die Photoemission begleiten weitere physikalische Prozesse, wie Photolumineszenz, oder auch das Auftreten von Auger-Elektronen uvm., die wiederum ihre Anwendung als eigene Messmethode gefunden haben.
Eine Konstitutionsaufklärung chemischer Verbindungen ist mit der XPS-Methode nicht immer möglich, weil die Trennschärfe sehr viel geringer als z. B. bei der Kernresonanzspektroskopie ist. In Ergänzung zu anderen spektroskopischen Methoden kann das Verfahren in bestimmten Fällen jedoch hilfreich sein.

## Strahlungsquellen
Die gängigsten Röntgenquellen, die in der XPS ihren Einsatz finden, sind Al-Kα- oder auch Mg-Kα-Quellen, wobei exotischere Röntgenquellen allerdings auch Silicium-, Titan- oder Zirconium-Röntgenlinien erzeugen. In den letzten 20 Jahren hat sich die Verwendung von Synchrotronstrahlung, die sich aufgrund ihrer nahezu unbegrenzten Durchstimmbarkeit der Photonenenergie und Monochromie hervorragend als Anregungsquelle eignet, immer mehr durchgesetzt. Somit ist der Bereich der zugänglichen anregenden Photonenenergie von einigen wenigen diskreten Werten (z. B. Al Kα, hν = 1486,6 eV und Mg Kα, hν = 1253,6 eV) auf ein Kontinuum, das von einigen Elektronenvolt bis zu 20 keV reicht, erweitert worden.

## Technische Details
Da es einen sehr hohen technischen (und damit finanziellen) Aufwand bedeutet, Messungen mit Hilfe von Synchrotronstrahlung durchzuführen, finden die zuvor erwähnten Röntgenröhren eine weite Verbreitung bei Standard-XPS-Analysen. Die Energie der mit diesen Röntgenquellen erzeugten Photoelektronen liegt im Bereich zwischen 0 eV und 1500 eV, was für PES-Messungen bedeutet, dass die emittierten Elektronen aus einer maximalen Tiefe der untersuchten Probe, die zwischen 0 und 100 Å liegt, stammen. Der limitierende Faktor ist hier die mittlere freie Weglänge von Elektronen im Festkörper. Hier findet sich der Grund, warum die XPS vorwiegend zur Analyse von Festkörperoberflächen eingesetzt wird.
Für solche Messungen ist in der Regel ein Basisdruck der Analysekammer im Bereich von Ultrahochvakuum (UHV) notwendig, der zwischen 5 × 10−9 Pa und 5 × 10−8 Pa liegt (zum Vergleich: Der Luftdruck liegt bei ca. 105 Pa). Diese Forderung nach guten Vakuumbedingungen ergibt sich aus der unvermeidbaren Verunreinigung der Probe mit Adsorbaten aus der Umgebungsluft, wie z. B. Wasser oder auch Kohlenstoff, die mehrere Mikrometer betragen kann und somit keine Messung an der interessierenden Festkörperoberfläche erlauben würde. Um dieses Problem zu umgehen, werden Proben in die UHV-Kammer verbracht und mit geeigneten Methoden, wie z. B. durch Sputtern, Tempern, Feilen oder auch Spalten von Einkristallen hochrein präpariert.

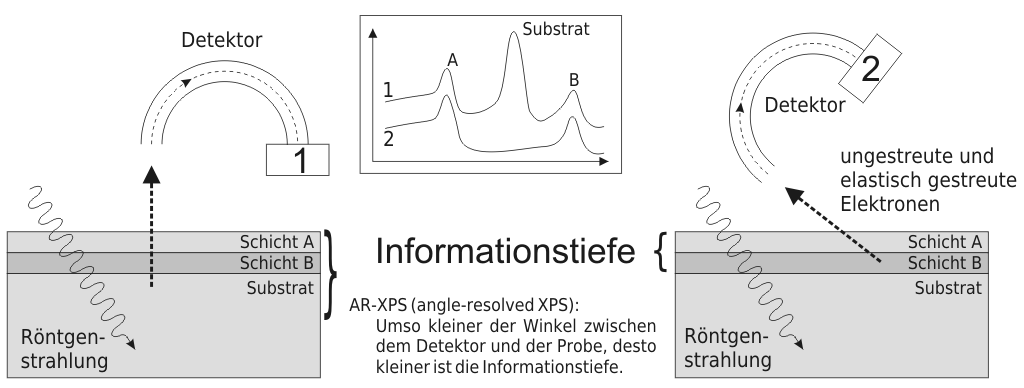
Winkelabhängige XPS-Messung zur verbesserten Identifizierung von ultra dünnen Schichten

Allerdings kann diese inhärente Schwäche der Messmethode zu einem starken Vorteil verwandelt werden. Die Informationstiefe der PES ist durch die mittlere freie Weglänge der Elektronen in einem Festkörper beschränkt. Für ein Metall z. B. beträgt diese gerade 1 bis 2 nm, was im Vergleich zur Eindringtiefe der Röntgenstrahlen (abhängig vom Material 1 bis 10 µm) um drei Größenordnungen kleiner ist. Es ist klar, dass nur die Photoelektronen vom Detektor erfasst werden können, die den Festkörper auch verlassen können. Der Intensitätsbeitrag zum Spektrum nimmt also mit zunehmender Tiefe exponentiell ab. Bei der winkelaufgelösten Röntgenphotoelektronenspektroskopie (engl. angle-resolved X-ray photoelectron spectroscopy, ARXPS) kann durch die Veränderung des Winkels des Detektors gegenüber der zu messenden Probe eine extreme Oberflächensensitivität der Messung erreicht werden. Gerade im Bereich der Oberflächenphysik kann auf diese Art fast ausschließlich die erste Monolage einer Probe untersucht werden.